# Hurufijja
Hurufijja, hurufici (arab. حروفية, ḥurūfiyya, od ḥurūf – litery; pers. حروفیه) – odłam islamu szyickiego założony pod koniec XIV wieku przez Fadl Allaha al-Astarabardiego.
Charakterystyczną zewnętrzną cechą tej doktryny było przeświadczenie o tym, że w literach arabskiego alfabetu przejawia się Bóg. Wewnętrzna teologia hurufitów wykazywała wiele wpływów ismailickich i obejmowała wiarę w objawienie się Boga w człowieku, mające przejawiać się w trzech etapach: prorockim - zakończonym misją Mahometa, świętości - od Alego ibn Abi Taliba do dwunastego szyickiego imama, oraz ubóstwienia - od Fadl Allaha jako pierwszego wcielenia boskiego. W XV wieku doktryna hurufitów rozprzestrzeniła się w Iranie, Azerbejdżanie, Syrii i Turcji, jednak wskutek prześladowań pod koniec XV w. zanikła, a wiele jej twierdzeń przejęło mistyczne bractwo bektaszijja.